# Dipartimento della salute e dei servizi umani degli Stati Uniti d'America
Il Dipartimento della Salute e dei Servizi Umani degli Stati Uniti d'America (HHS) (United States Department of Health and Human Services) è un Dipartimento federale del Governo degli Stati Uniti d'America responsabile per la salute dei cittadini statunitensi.
Tra i compiti del dipartimento vi è di gestire la sanità pubblica statunitense, di vigilare su quella privata, di svolgere attività di prevenzione dalle malattie, di controllare la salubrità degli alimenti e la composizione dei medicinali.
A capo del dipartimento vi è il Segretario della salute e dei servizi umani, carica che, nella seconda presidenza di Donald Trump, è ricoperta da Robert F. Kennedy Jr..
Fino al 1979-1980, quando le agenzie dell'istruzione sono passate al separato U.S. Department of Education, lo HHS era chiamato United States Department of Health, Education and Welfare - (HEW), che era stato istituito nel 1953.
Il corrispettivo dicastero in Italia è rappresentato dal Ministero della Salute.

## Struttura
- Administration for Children and Families (ACF)
- Administration on Aging (AoA)
- Agency for Healthcare Research and Quality (AHRQ)
- Agency for Toxic Substances and Disease Registry (ATSDR)
- Centers for Disease Control and Prevention (CDC)
- Centers for Medicare and Medicaid Services (CMS)
- Food and Drug Administration (FDA)
- Health Resources and Services Administration (HRSA)
- Indian Health Service (IHS)
- National Institutes of Health (NIH)
- Program Support Center (PSC)
- Substance Abuse and Mental Health Services (SAMHSA)